# Hybolasius thoracicus
Hybolasius thoracicus là một loài bọ cánh cứng trong họ Cerambycidae.